# Medalla C. F. Hansen

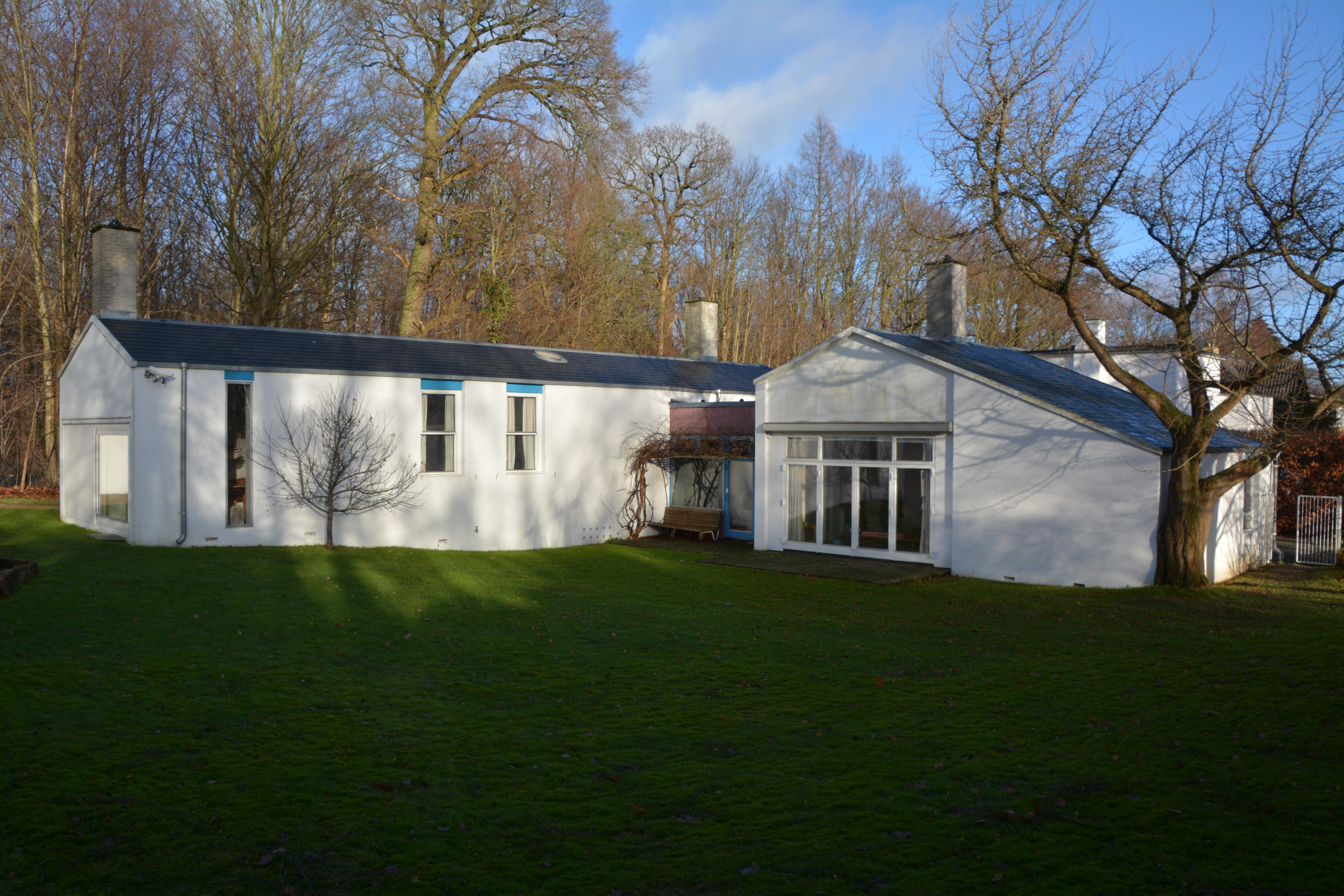
Casa de Finn Juhl, Charlottenlund, Copenhague. Vista desde el sur, lado del jardín.

La Medalla C. F. Hansen (danés: C. F. Hansen Medaille) es otorgada anualmente con pocas excepciones a uno o más destinatarios por la Real Academia de Bellas Artes de Dinamarca por su excepcional contribución a la arquitectura. Es la distinción más alta obtenible por un arquitecto que otorga la Academia. Recibe el nombre del arquitecto C. F. Hansen y lleva entregándose desde 1830.

## Listado
| Año  | Galardonados                                     |
| ---- | ------------------------------------------------ |
| 1833 | Michael Gottlieb Bindesbøll Ferdinand Thielemann |
| 1835 | Niels Sigfred Nebelong                           |
| 1838 | Laurits Albert Winstrup                          |
| 1841 | Harald Conrad Stilling                           |
| 1850 | Ferdinand Meldahl                                |
| 1856 | Christian Vilhelm Nielsen                        |
| 1859 | Vilhelm Dahlerup                                 |
| 1875 | Peter Christian Bønecke                          |
| 1886 | Vilhelm Friederichsen                            |
| 1891 | Vilhelm Holck                                    |
| 1893 | Axel Berg                                        |
| 1907 | Sven Risom                                       |
| 1914 | Thomas Havning                                   |
| 1917 | Ejnar Dyggve                                     |
| 1918 | Charles Christensen Christian Kampmann           |
| 1921 | Marius Pedersen                                  |
| 1924 | Peder Vilhelm Jensen-Klint                       |
| 1926 | Holger Jacobsen                                  |
| 1943 | Ivar Bentsen                                     |
| 1945 | Gudmund Nyeland Brandt                           |
| 1947 | Kay Fisker C. F. Møller                          |
| 1950 | Ejnar Dyggve                                     |
| 1954 | Vilhelm Lauritzen Kaare Klint                    |
| 1955 | Arne Jacobsen                                    |
| 1963 | Mogens Koch                                      |
| 1966 | Frederik Christian Lund                          |
| 1967 | Jørn Utzon                                       |
| 1971 | Mogens Lassen                                    |
| 1972 | Børge Mogensen                                   |
| 1973 | Peter Bredsdorff                                 |
| 1977 | Steen Eiler Rasmussen                            |
| 1978 | Lis Ahlmann                                      |
| 1979 | Vilhelm Wohlert                                  |
| 1980 | Viggo Møller-Jensen                              |
| 1982 | Hans J. Wegner                                   |
| 1983 | Jørgen Bo                                        |
| 1985 | Henning Larsen                                   |
| 1986 | Tegnestuen Vandkunsten                           |
| 1987 | Knud Friis Elmar Moltke Nielsen                  |
| 1988 | Johan Richter                                    |
| 1989 | Vibeke Klint Erik Christian Sørensen             |
| 1991 | Otto Weitling Nanna Ditzel                       |
| 1992 | Inger y Johannes Exner Gertrud Vasegaard         |
| 1993 | Knud Holscher Karen y Ebbe Clemmensen            |
| 1995 | Erik Korshagen                                   |
| 1996 | Sven-Ingvar Andersson                            |
| 1998 | Tegnestuen Vandkunsten                           |
| 1989 | Gehrdt Bornebusch                                |
| 2000 | Knud Munk Hans Munk Hansen Niels Fagerholt       |
| 2002 | Grethe Meyer Hanne Kjærholm                      |
| 2003 | Jørn Palle Schmidt                               |
| 2004 | Poul Ingemann Gutte Eriksen                      |
| 2006 | Lene Tranberg Tyge Arnfred                       |
| 2008 | Dorte Mandrup                                    |
| 2009 | Kim Herforth Nielsen                             |
| 2010 | Erik Hansen                                      |
| 2011 | Ulrik Plesner                                    |
| 2012 | Jan Søndergaard                                  |
| 2013 | Jan Gehl                                         |
| 2014 | Stig Lennart Andersson                           |
| 2016 | Ursula Munch-Petersen                            |
| 2017 | Bjarke Ingels                                    |
| 2018 | Torben Schønherr                                 |